# Аббатство Эхтернах
Аббатство Эхтернах (нем. Reichsabtei Echternach, люкс. Abtei Iechternach) — бенедиктинский монастырь в Эхтернахе (Люксембург). Основан в конце VII века святым Виллибрордом. Известен как место проведения последней традиционной танцевальной процессии в Европе.

## История
Аббатство Святой Троицы в Эхтернахе, неподалёку от Трира, было основано в 698 году «апостолом фризов» Виллибрордом (в будущем канонизированным). Виллиброрд основал монастырь на землях, специально для этой цели выделенных ему дочерью Ирминой, также впоследствии католической святой. До самой смерти в 739 году Виллиброрд совмещал обязанности епископа в Утрехте и настоятеля монастыря в Эхтернахе. Как при его жизни, так и в последующий период богатые пожертвования аббатству делали франкские майордомы и короли, включая Пипина Короткого, которого крестил сам Виллиброрд, и Карла Великого.
В 859 году аббатство Эхтернах передано белому духовенству, но в 971 году император Оттон Великий вернул его ордену бенедиктинцев. Новым аббатом стал Равангер — выходец из трирского аббатства св. Максимина. После этого аббатство долгое время процветало, до конца Средних веков оставаясь одним из главных монастырей Северной Европы.
После Великой французской революции, в 1795 году, аббатство Эхтернах было упразднено, а его монахи разогнаны. Часть книжного собрания монастырской библиотеки была после секуляризации передана в Национальную библиотеку Франции, а часть (в том числе Золотой кодекс Эхтернаха) монахи забрали с собой. В 1797 году базилика аббатства была продана в частные руки и приспособлена под производство посуды, пока в 1861 году не была снова выкуплена жителями Эхтернаха. После периода реставрации и нового освящения в 1868 году она служила приходской церковью. В 1906 году в базилику Эхтернаха были торжественно возвращены мощи св. Виллиброрда, после Великой французской революции хранившиеся в приходской Петропавловской церкви. Службы в базилике Эхтернаха проходят до настоящего времени.

## Комплекс зданий
Монастырский комплекс, построенный в годы настоятельства Виллиброрда и в последующий исторический период (около 800 года, в частности, построенная при Виллиброрде церковь была заменена более просторной, рассчитанной на большее количество паломников), уничтожен пожаром в 1016 году. Новый комплекс был выстроен в романском стиле, но монастырская базилика перестраивалась затем с готическими вариациями в XIII и XVII веках (в последнем случае к ней были пристроены новые часовни). В 1939 году церковь Эхтернаха получила официальный статус великой базилики, но в 1944 году была взорвана уходящими немецкими войсками. Западная часть здания была уничтожена почти полностью, и реконструкция продолжалась до 1953 года. Моделью для реконструкции послужила базилика Паре-ле-Моньяль в Бургундии.

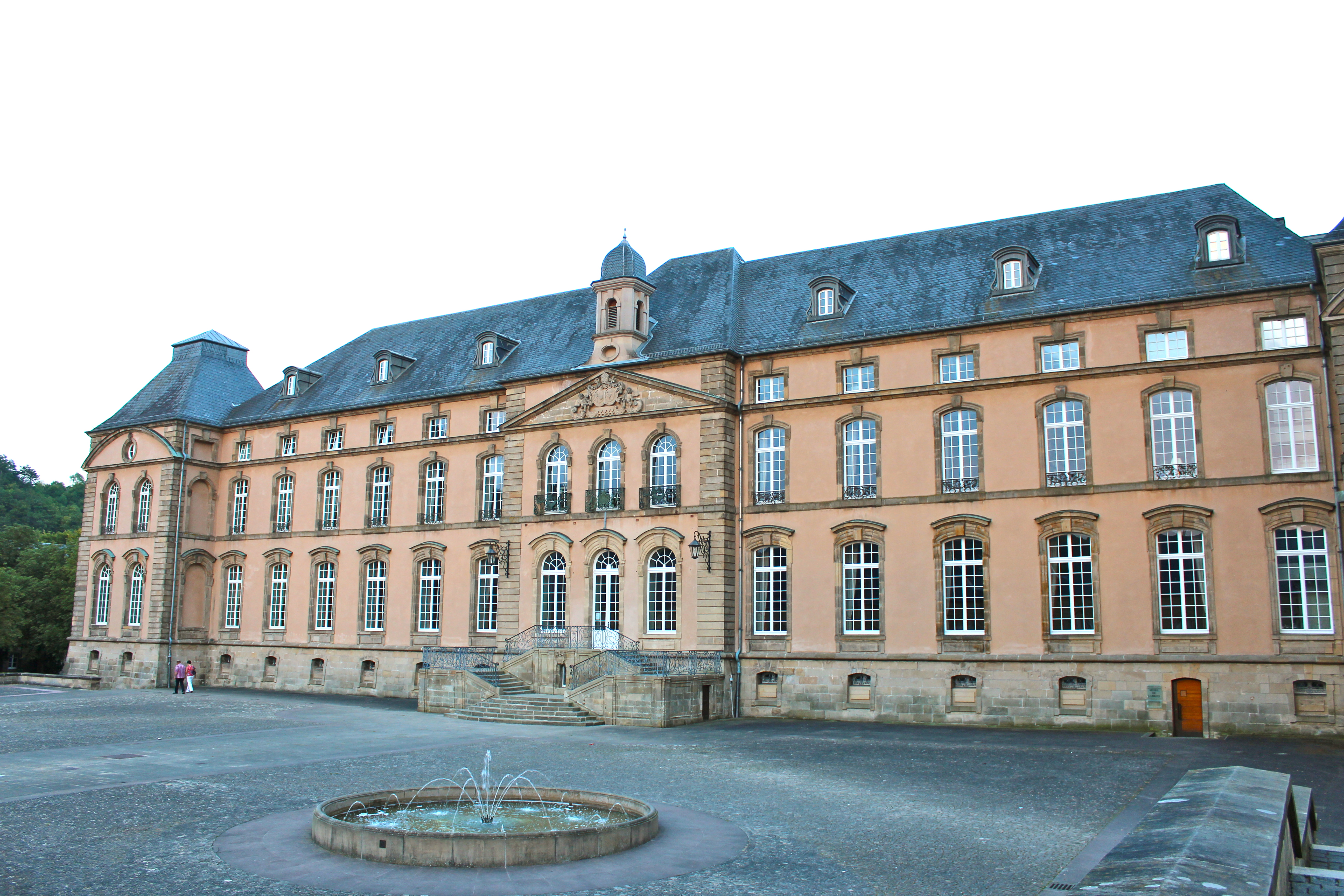
Классический лицей Эхтернаха — бывший жилой корпус аббатства

Центральный неф церкви после перестройки сохраняет строгий романский облик; сохранена специфичная система опор, известная как эхтернахская. Боковые приделы оформлены в готическом стиле, и их витражи передают историю жизни св. Виллиброрда. Витражи неоконченных трансептов изображают семь скорбей и семь радостей девы Марии. В базилике два алтаря, нижний из которых, так называемый «исповедальный», соединён световым колодцем с гробницей св. Виллиброрда в крипте, существующей с каролингских времён. В крипте расположен также источник с бассейном, связанный с приписываемыми св. Виллиброрду чудесами.
Жилые здания монастыря, построенные после пожара 1016 года, неоднократно перестраивались и расширялись, подвергшись кардинальной модернизации в 1732 году. После секуляризации они много лет служили в качестве казарм. В комплекс зданий монастыря входит также аббатский дворец постройки 1727 года (архитектор Леопольд Дюран), в котором с 1899 года размещается средняя школа, а также музей аббатства Эхтернах. Среди экспонатов музея — факсимильные копии лучших книг, созданных в скриптории аббатства.

## Танцевальная процессия

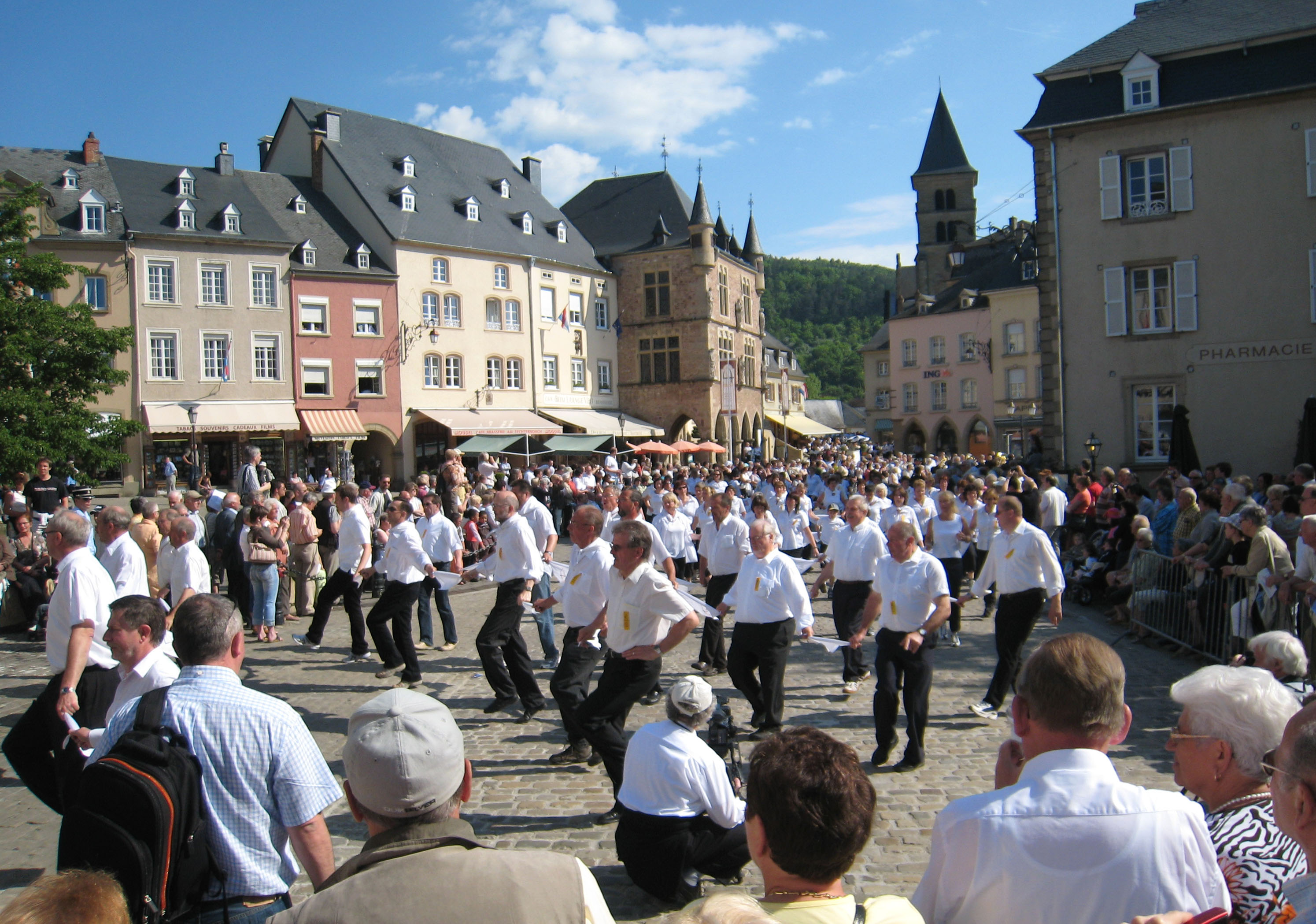
Танцевальная процессия Эхтернаха

Территория аббатства Эхтернах на протяжении столетий была местом прохождения ежегодной танцевальной процессии. Процессия, проходившая ежегодно в первый вторник по Пятидесятнице, впервые упоминается в источниках, датируемых 1100 годом. Возникновение обычая связано с культом св. Виллиброрда и спецификой паломничеств к его мощам, в которых участвовало большое число верующих, страдающих от паралича и падучей болезни. Несмотря на то, что церковь неоднократно запрещала шествие, как содержащее языческие элементы, его традиция не угасла, передаваясь из поколения в поколение. В XXI веке процессия, включающая от восьми до 13 тысяч паломников, разделённых на 45 групп, следует от бывшего монастырского двора аббатства Эхтернах до базилики св. Виллиброрда, завершаясь церковной службой. Танцевальная процессия Эхтернаха — последняя традиционная танцевальная процессия Европы — в 2010 году включена в список нематериального культурного наследия человечества, формируемый ЮНЕСКО.